# 纳扎尔·穆罕默德
纳扎尔·穆罕默德（羅馬化：Nazar Mohammad，？—2021年7月），艺名Khasha Zwan，坎大哈人，阿富汗喜剧艺术家，因多次在Tiktok上拍摄搞笑视频讽刺塔利班闻名，也因此招来了塔利班的嫉恨仇视。2021年7月，塔利班占领纳扎尔所在的地方后开始秋后算账，对纳扎尔施以酷刑并杀害了他。

## 生平
2021年7月22日，4名塔利班士兵撞开纳扎尔家的大门，将他暴力绑走。纳扎尔被塔利班押送到车上时，脸上看不出一丝慌张，反而试图尽喜剧演员的职责逗笑塔利班士兵。塔利班被纳扎尔的话语激怒，接连扇了他几巴掌后把他押往刑场，用割喉加乱抢扫射的刑罚杀害了他。

## 身后
2021年7月，塔利班声明对纳扎尔的死负责，塔利班辩解称两名士兵之所以杀害纳扎尔，不是因为他拍摄搞笑视频讽刺塔利班，而是因为纳扎尔曾是一名阿富汗警察，参与了虐待和杀害塔利班成员的活动。纳扎尔的家人则否认纳扎尔虐待和杀害塔利班成员，重申纳扎尔只是一个喜剧演员。
2021年8月，纳扎尔的一个孩子登上阿富汗电视台，告诉观众：“我爸爸只是想给人们的脸上带来笑容。”